# La Barrique d'amontillado
La Barrique d'amontillado (The Cask of Amontillado) est une nouvelle d'Edgar Allan Poe publiée pour la première fois en novembre 1846 dans la revue Godey's Lady's Book. L'histoire se déroule dans une ville italienne et à une époque indéterminée (probablement au XVIIIe siècle) et a pour sujet la vengeance mortelle d'un homme envers l'un de ses amis l'ayant, selon lui, insulté. Comme d’autres histoires d’Edgar Allan Poe, le récit suit l’enterrement d’une personne encore vivante (qui correspond ici à un emmurement). De même que dans les nouvelles Le Chat noir et Le Cœur révélateur, l'histoire nous est contée du point de vue du meurtrier. Elle fait partie du recueil Nouvelles histoires extraordinaires dans sa traduction en français.   

## Résumé
Montresor raconte l'histoire de la nuit où il a tiré vengeance d'une insulte proférée à son égard par Fortunato, un noble de sa connaissance. Rencontrant Fortunato lors du Carnaval alors que l'homme est ivre et porte un bonnet de bouffon, Montresor l'attire dans un piège en prétendant avoir reçu une barrique d'amontillado et demandant son opinion d'expert pour s'assurer de son origine. Intrigué par la perspective de boire du bon vin et manquant de jugement en raison de son état d’ivresse, Fortunato accepte de Montresor dans les vastes caves du palais Montresor, qui servent également de catacombes.
La devise de la famille Montresor est : nemo me impune lacessit.
Ensemble, ils plongent donc dans les caves du palais. Durant le trajet, Montresor prétend s’inquiéter de la toux persistante de Fortunato, signalant les mauvais effets que risque d’avoir l’humidité sur sa santé. Finalement, les deux nobles arrivent dans une niche où Montresor enchaîne promptement Fortunato. Il sort alors des outils de maçon et commence à emmurer Fortunato à l'intérieur. Aussitôt dégrisé, ce dernier essaie en vain de se libérer de ses chaînes, au grand plaisir de Montresor. Fortunato crie ensuite à l'aide mais Montresor sait parfaitement que personne ne l'entendra. Alors que Montresor est sur le point de finir le mur, Fortunato prétend que c'était une bonne plaisanterie avant d'implorer « Pour l'amour de Dieu, Montresor ! », ce à quoi son meurtrier répond « Oui, pour l'amour de Dieu » avant de laisser tomber sa torche dans la mince ouverture restante.
Montresor conclut en disant qu’en cinquante ans personne n'a jamais dérangé le travail qu'il avait effectué cette nuit-là et termine le récit par ces mots : « In pace requiescat ».

## Historique des publications
La Barrique d’Amontillado a été publié pour la première fois en Novembre 1846 dans le magazine Godey’s Lady’s Book, le périodique le plus populaire des Etats-Unis à cette époque. La nouvelle n’a été publié qu’une seule autre fois durant la vie de Poe, le 14 novembre 1846 dans l’hebdomadaire New England Weekly Review.

## Analyse

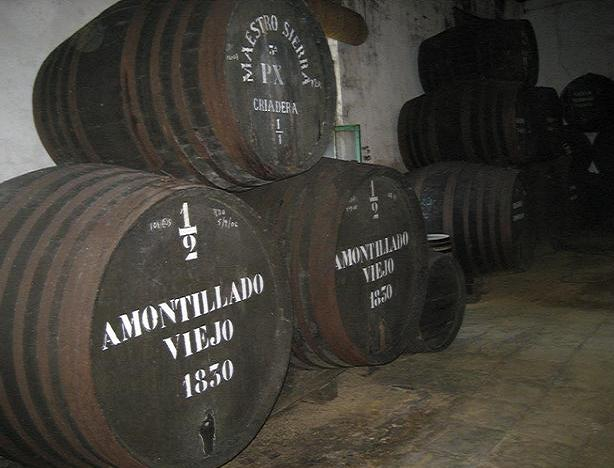
Barils d'amontillado dans une cave.

Le sujet de la nouvelle est un meurtre, par emmurement, qui est présenté du point de vue du criminel. Le mystère réside dans le motif du meurtre car Montresor, le narrateur, n'explique jamais les raisons de son acte, hormis de vagues références à des insultes dont sa victime, Fortunato, l'aurait abreuvé à plusieurs reprises. En raison de ces motifs assez flous, plusieurs analystes de l'œuvre ont conclu que Montresor devait être fou, malgré le plan complexe qu'il utilise. Une autre explication est que Montresor, qui vient d'une famille autrefois très respectée mais dont le statut a décliné, aurait voulu punir Fortunato de sa bonne fortune, indiquée par son nom même, et de l'avoir surpassé socialement malgré son manque de raffinement.
Les noms de Montresor et de Fortunato renvoient à la richesse et le cours inverse de leurs fortunes suggère une identification psychologique réciproque entre la victime et son assassin. Montresor reproche d'ailleurs à Fortunato d'être aimé, respecté et heureux comme il le fut lui-même jadis, et il emmure sa victime dans les catacombes familiales. Le blason des Montresor, un pied écrasant un serpent qui mord le talon de ce même pied, pourrait représenter, et lier, les deux personnages de façon allégorique, Fortunato ayant écrasé Montresor par inadvertance et celui-ci se vengeant en le mordant.
D’autres éléments suggèrent que Montresor ne connaît pas plus le motif de son crime que sa victime. Lorsque son geste est presque achevé, Montresor se contente d’imiter Fortunato et de se moquer de lui, au lieu d’expliquer à Fortunato les raisons de sa vengeance.  
Cecil L. Moffitt prétend que Fortunato, présenté comme un connaisseur en vins, n'en est en fait pas un. Fortunato dit en effet d'un personnage qu'il est « incapable de distinguer l'amontillado du xérès », alors que l'amontillado est une variété de Xérès, et boit d'un seul trait un verre de graves, ce que ne ferait pas un véritable connaisseur. Moffitt suggère que Fortunato n'est qu'un simple alcoolique et qu'un œnophile pourrait penser qu'il a mérité son sort pour sa méconnaissance flagrante des bons vins.

## Inspiration
La principale source d'inspiration de la nouvelle d'Edgar Allan Poe est une histoire écrite par Joel Headley en 1844, A Man Built in a Wall, qui présente plusieurs similitudes avec la Barrique d'amontillado dans les circonstances du meurtre. Mais la nouvelle est avant tout une réponse à son rival littéraire, Thomas Dunn English, qui avait publié un roman à l'intrigue compliquée, 1844 or The Power of the S.F., qui faisait référence à des sociétés secrètes et dont le thème principal était la vengeance. Dans ce roman apparaissait un personnage, Marmaduke Hammerhead, dépeint comme un alcoolique, un menteur et un mari violent, auteur de The Black Crow, référence au poème de Poe Le Corbeau. 
La réponse de Poe à ce personnage parodique fut donc la Barrique d'amontillado, dans laquelle le personnage de Fortunato fait référence à la société secrète des Francs-maçons, présente dans le roman d'English, et utilise un signe de reconnaissance décrit dans 1844. Le blason de famille des Montresor, un pied écrasant un serpent mordant un talon, rappelle également une scène du roman décrivant un jeton où est représenté un faucon saisissant un serpent dans ses griffes. Et enfin, l'action de la nouvelle de Poe se situe dans un caveau souterrain, tout comme une scène du roman d'English. Poe se venge donc d'English en opposant sa nouvelle, percutante et concise, au roman compliqué de son rival, illustrant ainsi sa théorie, présentée dans son essai The Philosophy of Composition, sur la supériorité de la nouvelle sur le roman.
Poe peut également avoir été inspiré par une ligue de tempérance, la Washingtonian Temperance Society, dont il voulait gagner les faveurs, en écrivant un conte sur les dangers de l'alcoolisme. L'universitaire Richard Benton, spécialiste de Poe, pense quant à lui que le personnage de Montresor est inspiré de Claude de Bourdeille, comte de Montrésor, un aristocrate français du XVIIe siècle connu pour ses intrigues.

## Adaptations
- La Barrique d'amontillado, un court métrage issu du film Histoires extraordinaires réalisé par Jean Faurez en 1949.
- La Barrique d'amontillado, une émission de télévision québécoise diffusée en 1962, réalisée par Guy Hoffmann, scénarisée par Jean-Louis Roux et interprétée par André Cailloux, Jean Coutu, Jacques Galipeau, Gabriel Gascon, Monique Gaube, Guy Hoffmann, Denise Morelle et Jean-Louis Paris.
- La Barrique d'amontillado (Beczka Amontillado), un film polonais de Léon Jeannot en 1971
- The Cask of Amontillado, une chanson par le groupe de rock progressif britannique The Alan Parsons Project, sur l'album Tales of Mystery and Imagination (1976)
- La nouvelle a partiellement inspiré la chanson The Hardest Part of Letting Go... Sealed with a Kiss de Megadeth, sur l'album Endgame (2009)
- Terroir, un film de John Jopson réalisé en 2014 qui est une adaptation modernisée.
- Dans le jeu vidéo Fallout 4, on peut voir dans un bunker une reconstitution de la scène de Fortunato presque emmuré ainsi que deux bouteilles d'amontillado[12].